# Groote Oost

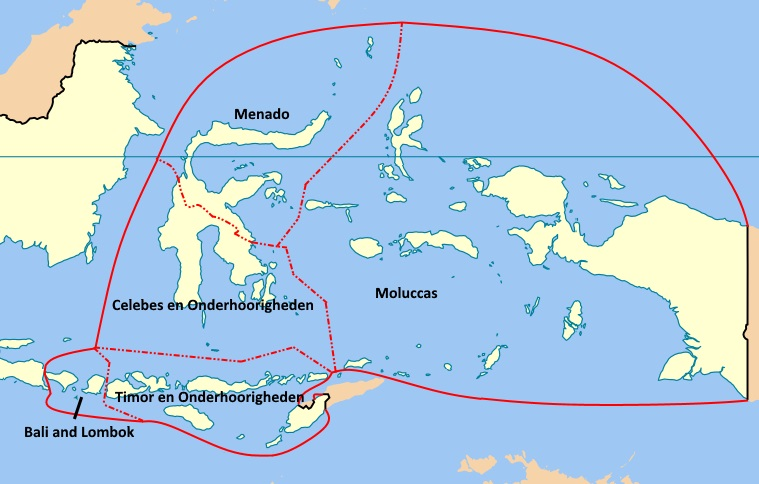
De regio Groot-Oost van Nederlands-Indië 1938–1946

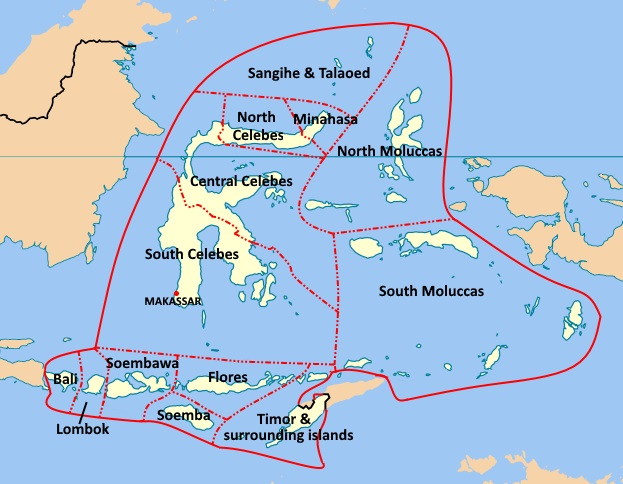
De regio's van de staat Oost-Indonesië 1946 1950

Groote Oost is vanaf 1938 de naam van een gouvernement in Nederlands-Indië.
Het werd bestuurd door een gouverneur. De hoofdplaats was Makassar.
Het gouvernement bestond uit:
- het eiland Celebes met 2 gewesten (residenties):
  - Celebes en Onderhoorigheden. Hoofdplaats Makassar.
  - Menado. Hoofdplaats Menado.
- de Kleine Soenda-eilanden met 2 gewesten (residenties):
  - Bali-Lombok. Hoofdplaats Buleleng = Singaradja op het eiland Bali.
  - Timor en Onderhoorigheden. Hoofdplaats Koepang op het eiland Timor.
- de in 1935 ingestelde residentie Molukken, van 1925-1935 geheten gouvernement der Molukken, waartoe ook Nieuw-Guinea behoorde. Hoofdplaats Ambon op het eiland Ambon.
- de na de Tweede Wereldoorlog ingestelde residentie Nieuw-Guinea.